# Vonovia Ruhrstadion
Het Vonovia Ruhrstadion (tot juli 2016 rewirpowerSTADION, tot juli 2006 Ruhrstadion) is sinds 1911 de thuishaven van voetbalclub VfL Bochum. Het stadion in Bochum heeft een capaciteit voor 27.599 toeschouwers (verdeeld in 15.574 zit- en 12.025 staanplaatsen) en werd tussen maart 1976 en juli 1979 gebouwd. De openingswedstrijd werd op 21 juli 1979 gespeeld met een wedstrijd tegen SG Wattenscheid 09. De originele capaciteit van 49.522 is in de loop der jaren teruggebracht door een aantal verbouwingen. De laatste renovatie dateert van 2003, toen het complex werd uitgebreid met toevoeging van onder meer 800 vip-boxen, een fanshop en een restaurant.

## Geschiedenis
Het Ruhrstadion in zijn huidige staat werd tussen maart 1976 en juli 1979 gebouwd en op 21 juli 1979 geopend met de wedstrijd tegen SG Wattenscheid 09. De oorspronkelijk capaciteit van het stadion was 49.522 plekken. Door diverse verbouwingen, onder meer het ombouwen van een staantribune naar zitplaatsen, is de capaciteit in de loop der jaren minder geworden.
In het seizoen 2006/07 veranderde de naam Ruhrstadion in die van de sponsor rewirpower, dus rewirpowerSTADION. In het seizoen 20016/17 veranderde de naam rewirpowerSTADION in die van de sponsor Vonovia, dus Vonovia Ruhrstadion.
Allianz Arena (FC Bayern München) ·
BayArena (Bayer Leverkusen) ·
Borussia-Park (Borussia Mönchengladbach) ·
Deutsche Bank Park (Eintracht Frankfurt) ·
Europa-Park Stadion (SC Freiburg) ·
Holstein-Stadion (Holstein Kiel) ·
Mewa Arena (1. FSV Mainz 05) ·
MHPArena (VfB Stuttgart) ·
Millerntor-Stadion (FC St. Pauli) ·
Red Bull Arena (Leipzig) (RB Leipzig) ·
Rhein-Neckar-Arena (TSG 1899 Hoffenheim) ·
Signal Iduna Park (Borussia Dortmund) ·
Alte Försterei (1. FC Union Berlin) ·
Volkswagen-Arena (VfL Wolfsburg) ·
Voith-Arena (1. FC Heidenheim 1846) ·
Vonovia Ruhrstadion (VfL Bochum) ·
Weserstadion (Werder Bremen) ·
WWK ARENA (FC Augsburg)
Donaustadion (SSV Ulm 1846) ·
Eintracht-Stadion (Eintracht Braunschweig) ·
Fritz-Walter-Stadion (1. FC Kaiserslautern) ·
Heinz-von-Heiden-Arena (Hannover 96) ·
Home Deluxe Arena (SC Paderborn 07) ·
Jahnstadion Regensburg (Jahn Regensburg) ·
Max-Morlock-Stadion (1. FC Nürnberg) ·
MDCC-Arena (1. FC Magdeburg) ·
Merkur Spiel-Arena (Fortuna Düsseldorf) ·
Olympiastadion (Hertha BSC) ·
Preußenstadion (SC Preußen Münster) ·
RheinEnergieStadion (1. FC Köln) ·
Sportpark Ronhof (SpVgg Greuther Fürth) ·
Stadion am Böllenfalltor (SV Darmstadt 98) ·
Ursapharm-Arena an der Kaiserlinde (SV Elversberg) ·
Veltins-Arena (Schalke 04) ·
Volksparkstadion (HSV) ·
Wildparkstadion (Karlsruher SC)
Audi-Sportpark (FC Ingolstadt 04) ·
Brita-Arena (SV Wehen Wiesbaden) ·
Carl-Benz-Stadion (SV Waldhof Mannheim) ·
DDV-Stadion (Dynamo Dresden) ·
Erzgebirgsstadion (FC Erzgebirge Aue) ·
Hardtwaldstadion (SV Sandhausen) ·
LEAG Energie Stadion (Energie Cottbus) ·
Ludwigsparkstadion (1. FC Saarbrücken) ·
Ostseestadion (Hansa Rostock) ·
SchücoArena (DSC Arminia Bielefeld) ·
Sportclub Arena (SC Verl) ·
Sportpark Höhenberg (FC Viktoria Köln 1904) ·
Sportpark Unterhaching (SpVgg Unterhaching) ·
Stadion an der Bremer Brücke (VfL Osnabrück) ·
Stadion an der Hafenstraße (Rot-Weiss Essen) ·
Stadion Rote Erde (Borussia Dortmund II) ·
Städtisches Stadion an der Grünwalder Straße (TSV 1860 München) ·
Tivoli (Alemannia Aachen) ·
WIRmachenDRUCK Arena (VfB Stuttgart II)